# تایستو کانگاسنیمی
تایستو کانگاسنیمی (فنلاندی: Taisto Kangasniemi؛ ۲ آوریل ۱۹۲۴ – ۳۱ اکتبر ۱۹۹۷) کشتی‌گیر اهل فنلاند بود.
وی در مسابقات کشوری و بین‌المللی در مجموع برندهٔ ۱ مدال برنز شده‌است.